# پیز کامبرنا
پیز کامبرنا (به لاتین: Piz Cambrena) یک کوه در سوئیس است که در کانتون گراوبوندن واقع شده‌است. پیز کامبرنا ۳٬۶۰۶ متر بالاتر از سطح دریا واقع شده‌است.